# Zlatibor
Zlatibor je hribovje v jugozahodnem delu Srbije, ki je znano kot poletno in zimsko letovišče in klimatsko zdravilišče. Območje je razglašeno za naravni park.
Razprostira se na površini okoli 1000 km² v smeri severozahod-jugovzhod, dolgi 55 km in široki do 20 km. Najvišji vrh je Tornik (1496 m).
Zlatibor je 230 km jugozahodno od Beograda in približno 300 km od Jadranskega morja v severnem delu območja Starega Vlaha, mejnega območja med Raško, Hercegovino in Polimjem. Obsega območja treh srbskih občin: Čajetina in en del Užica na servernem delu ter manjši del občine Nova Varoš na južnem delu. Južna in vzhodna meja Zlatibora sta reki Uvac in Veliki Rzav. Na zahodu Zlatibor meji na Bosno in Hercegovino, vasi Mokra Gora, Semegnjevo in Jablanica. Zlatibor je imel vedno velik mejni pomen. Na hribu Cigla pri Jablanici je še danes razpoznavna meja Srbije z dvema nekdanjima cesarstvoma – avstro-ogrskim in osmanskim.
Preko Zlatibora vodi magistrala od Beograda do jadranske obale, vzpostavljene so direktne avtobusne linije z Novim Sadom, Beogradom, Nišem, Jagodino in drugimi mesti. Čez Zlatibor poteka tudi železniška proga Beograd–Bar. Upravno središče območja je mesto Čajetina, najbližje večje mesto pa je Užice.
Razlikovati je treba med hribovjem, nekdanjo upravno-teritorialno enoto Zlatiborski srez ter sedanjim Zlatiborskim upravnim okrajem, ki pokriva veliko širše območje kot samo hribovje. Nekaj zmede povzroča tudi istoimensko turistično mesto Zlatibor.

## Poimenovanje
V srednjem veku je bilo območje del župe Rujno, upravnega območja Raške, zato je celoten Zlatibor sprva nosil to ime. Izvira iz zakrnele rastline ruja, ki so jo uporabljali za barvanje (strojenje) usnja in so jo izvažali v Dubrovnik, danes pa raste v vaseh Semegnjevo, Stubl in Uvac.
Prve pisne sledi o imenu Zlatibor so v poročilih, ki so jih pošiljali uporniki med prvo srbsko vstajo. Pisci teh poročil si imena niso izmislili, saj je bil pred tem nekaj časa v obtoku, vendar ni znano koliko časa. Domneva je, da je iz druge polovice 18. stoletja stoletja. Ime Zlatibor se je v uradnih dokumentih pojavilo z novo administrativno razdelitvijo Srbije leta 1855, saj je bil dotedanji Rujanski srez razdeljen na Ariljskega in Zlatiborskega.
O izvoru imena Zlatibor obstajajo tri izročila. Zagotovo je ime nastalo iz besed zlat in bor, ni pa znano, na kakšen način. Po prvem izročilu je ime Zlatibor nastalo po zlati barvi njegovih pašnikov, kar ni povsem verjetno, saj so zlatiborski pašniki nastali kasneje; nepojasnjeno pa ostaja, od kod izvira beseda bor v imenu. Drugo izročilo pravi, da so se naseljenci iz Črne gore in Hercegovine na Zlatibor hvalili z bogastvom borovega gozda, rekoč: »Zlat je bor!«. Verjetno najbolj natančna razlaga pa pravi, da je območje dobilo ime po zelo redki vrsti rdečega bora, t.i. zlati bor (Pinus sylvestris), katerega latinsko ime nosi ime po sarajevskem inženirju Salihu Omanoviću. Zadnji zlati bor v naravnem okolju je bil ohranjen blizu vasi Negbina, vendar je bil uničen v neurju, tako da so danes ohranjeni so le cepiči v naseljih.

## Geografija
Zlatibor je valovita planota in spada v Dinarsko gorovje. Povprečna nadmorska višina je okoli 1000 m, najvišji vrhovi pa so Tornik (1496 m), Brijač (1440 m), Čigota (1422 m), Čuker (1359 m), Konjoder (1337 m), Ljuljaš (1269 m), Vijogor (1281 m), Kobilja glava (1176 m), Gradina (1149 m), Jelova gora (1147 m), Gruda (1140 m), Črni vrh (1177 m) in drugi. Najvišji vrhovi so v južnem delu Zlatibora, medtem ko se nadmorska višina niža proti severu.
Večje ravnine brez višjih vzpetin se na Zlatiboru imenujejo polje. Največja polja so Braneško polje pri vaseh Branežaca in Šljivovice, Markovo v Mokri Gori, Rasničko v Draglici in Sjeniško v Sjeništu ter Rožanjsko v Rožanstvu.
Zlatiborsko hribovje je večinoma stožčaste oblike, grebenasto se razteza in se zelo strmo spušča do rek in potokov, od koder se ponovno dvigajo in ustvarjajo ozke soteske.

### Sestava tal
Skoraj celotno Zlatiborsko zemljo sestavljajo serpentini. V Stublu in Semegnjevu so nahajališča mlajšega apnenca, jugovzhodni predeli Zlatibora pa so bogati z velikimi količinami triasnega apnenca. Obstaja veliko rek, ponorov in jam, med katerimi so največje Stopića jama, Rakovička jama in Mumlava. V potokih so tudi aluvialni nanosi, vendar gre predvsem za material zdrobljenega serpentina z brežin potoka, ponekod tudi iz apnenca. Na Zlatiboru je skupno 142 speleoloških objektov: 98 kraškh jam in 44 brezen.
Zlatibor je bogat z magnezitom, ki ga izkoriščajo na več mestih. Poleg njega so v Čajetini, Semegnjevu in Šljivovici našli še krom. V Semegnjevu so našli tudi nekaj limonita in opala, vendar njihova količina ni natančneje opredeljena. V Mokri Gori so bile najdene tudi manjše zaloge niklja.

### Vodna telesa
Zlatibor je nagnjen proti severu in severozahodu, zato večina rek teče v tej smeri. Celotno območje sodi v črnomorsko povodje. Iz južnega in osrednjega dela Zlatibora Uvac in Crni Rzav odvajata vodo v Drino; iz severa in severozahoda teče Sušica in se izliva v Djetinjo; z vzhoda pa Veliki Rzav v Moravico.
Zlatibor je znan po izvirih pitne vode, med katerimi so nekateri najbolj kakovostni v Srbijii. Mednje sodijo Hajdučka česma in Hajdučica v Murtenici, Zaugline pod Čigotom, Jovanova voda v Alinem Potoku, izvir Dunjića v Stublu, izvir Pašića v Čajetini, Oko, Kulaševac in Đurkovac na Kraljevi Vodi, izvir Djurovića na Torniku, izvir Ćirovića v Musvetu in izvir Bukvic v Zovi.
Na Zlatiboru ni naravnih jezer. V središču istoimenskega kraja je umetno jezero zgrajeno za turistične potrebe, v Ribnici (manjše naselje v Jablanici) je tudi umetno jezero iz katerega se Zlatibor oskrbuje z vodo, na Uvcu pa je več umetnih jezer. Na Zlatiboru je tudi veliko mineralnih vrelcev. Najbolj znane so Bele vode v Mokri Gori, toplice Vapa v Rožanstvu in spominski vodnjak na Oki. Voda iz Zlatiborskih mineralnih vrelcev je zdravilna za očesne in kožne bolezni, lahko pa jo tudi pijemo, vendar ne v velikih količinah. Marsikje na Zlatiboru so v zemljo zakopana v zemljo vkopana votla drevesa, večinoma bukve, polna čiste izvirske vode. Ti viri se imenujejo stebla. Na njihovem dnu so majhni kamni, ki filtrirajo vodo.

### Podnebje
Zlatibor ima subalpsko podnebje. Povprečna letna temperatura na Zlatiboru je okoli 7,5 °C. Najhladnejši mesec je januar s povprečno temperaturo okoli -2,5 °C, najtoplejši pa je avgust z okrog 15 °C. Povprečna dnevna temperatura na Zlatiboru je okoli 18 °C. Povprečno število sončnih ur na leto je okoli 2000.
Količina padavin na Zlatiboru se od kraja do kraja razlikuje. Povprečna letna količina padavin je na Zlatiboru okoli 880 mm, na Ljubišu okoli 990 mm in na Čajetini okoli 940 mm padavin, v jugovzhodnih regijah pa nekaj več kot 1000 mm. Največ padavin je maja in oktobra, najbolj suh mesec pa je marec. Deževje pada vse leto, toča v toplejših obdobjih (od maja do septembra), sneg pa od oktobra do maja in se v povprečju obdrži okoli sto dni, vendar pogosto pade tudi izven tega obdobja. Poletne padavine so v obliki močnih nalivov, ki jih spremlja grmenje in povzročajo erozijo.
Megle so redke, zlasti v osrednjem delu Zlatibora, in tudi ko se pojavijo, hitro izginejo, saj ni večjih kotlin, v katerih bi se zadrževale. Pogosto pa se zgodi, da se oblaki spustijo in prekrijejo gorske vrhove nad 1000 m. Vlažnost zraka ima v povprečju najvišjo vrednost ob 7. uri zjutraj in najnižjo ob 14. uri in ni nikoli nižja od 75%.
Najpogostejši in najhitrejši vetrovi na Zlatiboru so tisti, ki prihajajo z jugozahoda in severovzhoda. Najpogostejši in najmočnejši skozi vse leto je severovzhodni veter, zlasti v obdobju od oktobra do maja. Znižuje temperaturo zraka v vseh letnih časih. Jugozahodni in južni vetrovi se običajno pojavljajo od jeseni do pomladi in prinašajo razmeroma tople zračne mase, tako da pozimi ublažijo mraz, poleti pa zvišajo temperaturo zraka. Podnebje Zlatibora je ugodno za zdravljenje bronhialne astme in drugih alergijskih bolezni.

## Zgodovina
Prvi znani prebivalci Zlatibora so bili Iliri, katerih grobnice, imenovane gradine, so bile najdene predvsem v bližini vasi Kriva Reka, Ljubiš, Mušvete in Branešci. Zapuščina obsega tudi okrasno keramiko, katere delčki so ohranjeni v zbirkah čajetinske knjižnice. V začetku 1. stoletja območju zavladali Rimljani, o čemer pričajo ostanki utrdb in cest ter grobnic. Slovani so območje naselili v 9. stoletju. Od tedanjih trdnjav je še danes ohranjeno obzidje pri Dobroselici. Okrog leta 1180 je kralj Štefan Nemanja vključil mesti Zlatibor in Užice v srbsko državo Raško. V srednjem veku je bil Zlatibor znan kot župa Rujno, upravno pa je sodil v Raško. V obdobju med 15. in 19. stoletjem je bilo območje pod nadzorom Osmanskega cesarstva.
Samostan Rujno, zgrajen konec 15. ali začetek 16. stoletja je bil na ozemlju vasi Vrutci, na vzpetini masiva in je bil posvečen Svetemu Juriju. V 16. stoletju je predstavljal pomembno kulturno in duhovno središče. Prav v tem samostanu je bila postavljena ena prvih tiskarn v Srbiji. Leta 1537 je menih Teodosije tam natisnil znamenito izdajo Četvernega evangelija (v srbščini : Četvorojevanđelje) ; to delo je izšlo v dveh izvodih, od katerih je bil eden, ohranjen v Nacionalni knjižnici Srbije, uničen med nacističnim bombardiranjem Beograda leta 1941, drugi pa je delno ohranjen v Sanktpeterburški mestni knjižnici. Samostan so po vsej verjetnosti uničili Turki v drugi polovici 16. stoletja. Bloke fino obdelanega rdečega marmorja iz katerega je bil zgrajen naj bi uporabili za izgradnjo islamske šole v Užicu. Menihi so se zatekli v samostan Rača.
Od otomanskega obdobja je Zlatibor služil kot počitniški kraj za veljake in bogate meščane, ki so cenili tamkajšnje blagodejno podnebje. Toda turistični razcvet se je začel šele v 19. stoletju, po odhodu Turkov. Sedanje mesto Zlatibor je bilo takrat znano kot Kulaševac. Leta 1893 je tam bival srbski kralj Aleksander I., ki je očaran nad lepoto kraja dal zgraditi spominsko fontano, ki jo je slovesno odprl 19. avgusta 1893, Kraljevski obisk je sprožilo norijo za letoviščem in okoliškimi gorami.  V čast monarhu se je kraj imenoval Kraljeve Vode (v srbščini Краљеве Воде). Leta 1903 je srbski kralj Peter I. tam dal zgraditi vilo in s tem okrepiti turistično privlačnost mesta, leta 1908 pa je bil tam zgrajen prvi hotel, ki ga je obiskovala zlasti srbska aristokracija, pisatelji in slikarji.  Kraljeve Vode so doživele nadaljnjo rast po letu 1927 z izgradnjo ceste, ki jih je povezala z Užicem. Veliko vil so tedaj zgradili premožnejši ter ljubitelji bivanja na prostem.
Druga svetovna vojna se je na tem območju začela aprila 1941 z napadom sil osi na tedanjo Kraljevino Jugoslavijo. Zlatiborsko območje je padlo pod nacistično oblast. Po bitki pri Drežniku je Titovim partizanom 24. septembra 1941 uspelo osvoboditi Užice. Ustanovljena je bila kratkotrajna Užiška republika, katere del je bilo tudi Zlatiborsko hribovje; območje pa je nato postal središče odpora.
Vojnemu obdobju pričajo številni spomeniki (glej razdelek Spomeniki). Leta 1946 so Kraljeve Vode v spomin na partizane preimenovali v Partizanske Vode. Leta 1995 so Partizanske Vode prevzele ime Zlatibor po hribovju na katerem se nahaja. .
Med Natovim bombardiranjem ZR Jugoslavije leta 1999 je bila povzročena tudi precejšnja škoda na Zlatiboru. Med napadom na poštno in televizijsko postajo in/ali objekte zračne obrambe na vrhu Tornik so bili ubiti tudi trije civilisti v bližnji brunarici. Zaradi napada so bili uničeni številni civilni objekti na površini 2.000 kvadratnih metrov, med drugim objekti smučarskega centra in vadbeni objekt Medicinskega inštituta "Čigota", vključno z otroškim rekreacijskim centrom in ambulanto.

## Naselja
Tipične so razčlenjene vasi. Zavzemajo ogromna ozemlja, včasih dolga 5–6 km, in so razdeljena na zaselke. Vasi imajo običajno več pokopališč. Hiše so iz borovega in hrastovega lesa, imenujemo jih brunarice ali osačanke. Izdelani so bili z ročnim orodjem, vendar zelo natančno, in postavljeni na nizko kamnito podlago. Okna so majhna, vrata pa morajo imeti dvoje, na nasprotnih stenah. V hiši sta običajno dve, včasih pa tudi tri sobe.
Zlatiborsko gospodinjstvo je poleg teh hiš za bivanje nujno imelo še dodatne objekte, npr. mlekarna, skedenj itd. Najlepše in najbolj ohranjene primerke starih zlatiborskih hiš so iz vseh zlatiborskih vasi preselili v Sirogojno, kjer je nastal etno muzej na prostem.
Na Zlatiboru je nekaj večjih naselij in sicer:
- Zlatibor (градско насеље)
- Čajetina
- Sirogojno
- Gostilje
- Šljivovica
- Jablanica
- Ljubiš
- Draglica
- Negbina
- Dobroselica
- Vodice

Vasi na Zlatiboru so: Alin Potok, Bela Reka (Zgornja in Donja), Branešci, Kobilja Glava, Golovo, Gostilje, Dobroselica, Draglica, Drenova, Željine, Jablanica, Kriva Reka, Ljubiš, Musvete, Negbina, Ojkovica, Rožanstvo, Sainovina, Semegnjevo, Sjeništa, Stublo, Trnava, Šljivovica, Rudine in druge. Na obronkih Zlatibora, tj. na prehodih v sosednja hribovja - Taro, Ponikvo, Kukutnico in Zlatar so vasi Kremna, Mokra Gora, Mačkat, Jasenovo, Kućani, Buradja in druge.

## Prebivalstvo
Večina prebivalcev Zlatibora je Srbov pravoslavne vere. Govorijo vzhodnohercegovski dialekt srbščine. Zlatiborski govor je počasen in razvlečen, vendar Zlatiborci govorijo zelo jasno in tekoče. Vuk Stefanović Karadžić je za osnovo srbskega knjižnega jezika določil prav zlatiborsko narečje (torej vzhodnohercegovsko narečje). Zlatiborci v svojem govoru pogosto uporabljajo tudi pregovore in šale.
Zlatiborska narodna noša je kombinacija črnogorske in šumadijske.
V ljudskih pesmih je ohranjen arhaičen način petja.

### Migracije prebivalstva
Na Zlatiboru so bila pogoste selitve prebivalstva, zato je malo družin, za katere bi lahko rekli, da so avtohtone. Med najstarejše sodijo: Šišovići, Džambići, Spasenići in Ninčići v Čajetini; Bondžulići, Lučići, Milosavljevići in Kostadinovići v Šljivovici; Dabići v Alinem Potoku; Đokovići, Pavlovići, Spasenići in Radovići v Sirogojnu; Dacovici v Ljubišu; Bralovići v Negbini; Selakovići v Draglici; Krsmanovići, Šarčevići in Ostojići v Mokri Gori; Jankovići, Selakovići in Radonjići v Kremnih; in Didanovići v Stublu, katerih predniki so bili menihi samostana Janje v Uvcu.
Skozi 17. in 18. stoletju je trajalo individualno priseljevanje v te kraje, prišleki pa so bile družine iz Črne gore, Hercegovine, Bosne in Raške. Poleg teh individualnih je bilo na Zlatibor še več množičnih selitev prebivalstva. Prvič po svistovskem miru leta 1791; drugo po osvoboditvi Zlatibora izpod Turkov leta 1807; tretja in največja v dobi ustavobraniteljev, v 1830-ih in 1840-ih; četrti veliki selitveni val pa je trajal v času bosansko-hercegovske vstaje med leti 1875 in 1877.

## Rastlinski in živalski svet
Nadmorska višina, velika količina padavin in veliko število sončnih ur na leto so povzročili zelo bujno vegetacijo na Zlatiboru. Najbolj razširjen ekosistem so pašniki, kjer uspeva kar 120 vrst najrazličnejših zelišč, med katerimi so mnoga tudi zdravilna. Do 600 m nadmorske višine so zastopani listavci (bukev, hrast, breza, lipa, jesen), nad 600 m pa prevladujejo iglavci (beli in črni bor, jelka, smreka). Znano je, da je bil nekoč Zlatibor pokrit z gozdom. Med prvo svetovno vojno so okupatorji z intenzivno sečnjo ogolili velik del hribovja. Danes so tu večinoma travniki, imena nekaterih golih gričev pa povedo, da je bilo nekoč ravno obratno (Bučje, Česte, Šumatno brdo). Kaj natančno je vzrok za izginjanje toliko gozdov, ni znano. Najverjetneje pa je te gozdove v veliki meri uničil velik požar, ki se je zgodil okoli leta 1800.
Tudi živalski svet je raznolik. Zlatibor je poln volkov, zato je njihovo vsakoletno iztrebljanje postalo tradicija - znameniti zlatiborski lov na volkove. Medvedov ni tako veliko, a jih ponekod vseeno srečate. Tudi v bližini naselij se pogosto srečuje še divje svinje, lisice, zajce, kune, jazbece, prepelice, jerebice in veverice. V Srbriji so v naravi le še na Zlatiboru ohranjeni beloglavi jastreb in planinski orel.
Bogat je tudi ribji živelj: postrvi, sulec, kleni itd.

## Turizem
Zlatibor je v turističnem smislu znan po prostranih planinah, bujnih pašnikih, z vodo bogatih gorskih potokih in prijetnem podnebju.
Že od sredine 17. stoletja je znan kot destinacija za tiste, ki so iskali zdravje in blagodejen mir planinskega sveta, razmah turizma pa se je začel po letu 1893, ko je Zlatibor obiskal tedanji kralj Aleksandar Obrenović.
Na Zlatiboru so trije smučarski centri: Tornik in Obudojevica za alpsko ter Tić polje pa za nordijsko smučanje.
Leta 2023 je bil Zlatibor uvrščen na lestvico 100 najboljših zelenih turističnih destinacij z vsega sveta glede na primere trajnostnega razvoja.

## Kulturna dediščina

### Samostani in cerkve
Samostan Rujno na severnem pobočju Zlatibora je bil v 16. stoletju kulturno in izobraževalno središče območja, vendar so ga porušili Turki (glej razdelek Zgodovina). V ljudski pesmi »Miloš u Latinime« je poleg drugih Nemanjićkih darov omenjena tudi janjska cerkev. Kraj, kjer je bil ta samostan, do danes ni natančno določen, čeprav se omenja več krajev, kot so na primer Breskva, Rebelj, Sinjac in Rutoše, vendar izročilo pravi, da je bilo to območje Stare Dobre v zlatiborski vasi Uvac, poleg istoimenske reke. Na ruševinah tamkajšnjega samostana je bil ponovno zgrajen samostan Uvac. Nedavno je bil obnovljen tudi samostan Dubrava, ki je bil prvotno zgrajen proti bogomilstvu. Po ljudskih pripovedovanjih naj bi v središču vasi Gostilja stal še samostan Bukalište.
Cerkev v Sirogojnu iz leta 1764 hrani več dragocenih ikon, med katerimi so tudi tiste, ki jih je naslikal Simeon Lazović. Cerkev v Mackatu iz leta 1859 hrani ikone Aleksija Lazovića. Cerkev v Bijeli Reki izvira iz obdobja Nemanjića. V njej so cesarska vrata, ki jih je leta 1817 naslikal Aleksije Lazović.
Poleg tega so se na Zlatiboru ohranile tudi štiri cerkve brunarice. To so majhne cerkvice, ki jih je bilo nekoč več, danes pa obstajajo le še v vaseh Dobroselica, Jablanica, Draglica in Kućani.

### Stečki
Po vaseh na območju Zlatibora je ohranjenih veliko srednjeveških stečkov, ki so jih postavili bogomilci, kljub temu da so bili mnogi uporabljeni kot gradbeni material. Postavili so jih v obdobju ko je Stefan Nemanja bogomile pregnal iz Raške, ti pa so se na poti v Bosno na Zlatiboru nekaj časa obdržali. Največji stečki (mnogi so pod spomeniškim varstvom) so v vaseh Semegnjevo, Šljivovica in Kriva Reka. Ti spomeniki so napak znani tudi kot grška, rimska ali latinska pokopališča.

### Etno selo
Muzej "Staro selo" v Sirogojnu hrani najlepše primere zlatiborskih hiš in drugih objektov, ki so bili nekoč potrebni za življenje.

### Spomeniki
Spominski vodnjaki so v Čajetini (»... v spomin srečne rešitve Njegovega Veličanstva Kralja Milana v Ivanjdanskem atentatu...« in »... v čast nesmrtnim zlatiborskim bojevnikom, padlim v osvobodilne in združitvene vojne 1912–1918 ...«), na Oki (postavili borci od 1912 do 1918 iz vasi Semegnjeva, Branežaca in Šljivovice), in v Popovi vodi (padlim borcem od 1912 do 1918 iz vasi Drijetnja, Ljubanja, Kačera, Mačkata in Krive Reke).
Spominske plošče padlim borcem za svobodo in združitev med letoma 1912 in 1918 najdemo tudi v cerkvah v Ljubišu in Bijeli Reki. Spomenika s spominskimi ploščami borcem prve in druge svetovne vojne so izdelali v Kremnih in na Mokri Gori.
Na Šumatnem brdu stoji spominski obelisk ranjencem, streljanim na Palisadi decembra 1941, posvečeno pa je tudi narodnemu heroju Savi Jovanoviću Sirogojnu in prvoborcu Aleksandru Jovanoviću Otrovu. Na Palisadi sta dve obeležji posvečeni največji zmagi zlatiborskih partizanov nad bolgarskim okupatorjem 24., 25. in 26. avgusta 1944. Spominski obelisk je bil postavljen na pobudo predsednika Socialistične federativne republike Jugoslavije Josipa Broza. Namen je bil zgraditi spomenik zlatiborskim partizanom, ki bi bil viden z vseh koncev takratnih Partizanskih voda. Na spomeniku so zapisane vrstice Vaska Popa: Ne dam tega sonca v oči, Ne dam tega kruha na dlani!
V parku Čajetina so postavljeni štirje spominski doprsni kipi prvoborcev: Dobrila Petrovića, Rađena Simovića, Milivoja Ječmenice in Aleksandra Jovanovića Otrova.

## Galerija
- Stopićeva jama
- Dobroselićev naravni most